# Centro Democrático (Francia)
El Centro Democrático (en francés: Centre démocrate, CD) fue un partido político democristiano y centrista francés. El partido existió desde 1966 hasta 1976, cuando se fusionó con Centro, Democracia y Progreso (CDP) para formar el Centro de Socialdemócratas (CDS). El líder del partido durante mucho tiempo fue Jean Lecanuet.

## Historia
El Centro Democrático fue fundado el 2 de febrero de 1966 por Jean Lecanuet después de su campaña presidencial de 1965. Provenía de la fusión del Movimiento Republicano Popular (MCR) y el Centro Nacional de Independientes y Campesinos (CNIP). Su objetivo era encarnar una tercera vía entre la oposición de izquierda (que era marxista y anticlerical) y la coalición gaullista (acusada de ser euroescéptica, nacionalista y autoritaria).
Antes de las elecciones legislativas de 1967, algunos demócratas cristianos abandonaron el partido para unirse al movimiento gaullista Unión de Demócratas por la República. No obstante, el partido obtuvo de todas maneras 41 escaños en la Asamblea Nacional. Un año después, el CNIP dejó el Centro Democrático.
En 1969, el partido pidió el voto "no" en el referéndum sobre la regionalización y la reforma del Senado que causó la renuncia de Charles de Gaulle. En las elecciones presidenciales de 1969, el Centro Democrático apoyó la candidatura de Alain Poher, presidente del Senado. Poher llegó a la segunda ronda, pero fue derrotado por Georges Pompidou, un ex primer ministro gaullista. Más tarde, en 1969, algunos centristas se unieron a la mayoría presidencial y al gabinete de Jacques Chaban-Delmas, un gaullista reformista, y fundaron el partido Centro, Democracia y Progreso (CDP) como mayoría de miembros escindidos del Centro Democrático. A principios de la década de 1970, por lo tanto, había dos partidos centristas: el CDP, un componente de la mayoría presidencial, y el Centro Democrático, que permaneció en la oposición.
El Centro Democrático se alió con el centrista Partido Radical de Jean-Jacques Servan-Schreiber para formar el Movimiento de Reforma en 1972. Sin embargo, debido al sistema de votación en las elecciones legislativas (el sistema de dos vueltas), concluyó acuerdos electorales con la mayoría presidencial en una serie de distritos electorales en las elecciones legislativas de 1973. Finalmente, el Centro Democrático apoyó la candidatura presidencial ganadora de Valéry Giscard d'Estaing en las elecciones presidenciales de 1974 y se integró en la mayoría presidencial.
El 23 de mayo de 1976, el Centro Democrático se reincorporó al CDP para formar el Centro de Socialdemócratas (CDS). El CDS se incorporó el 1 de febrero de 1978 a la recién fundada Unión para la Democracia Francesa (UDF) de Giscard d'Estaing.